# Perturbation (roman)
Pour les articles homonymes, voir Perturbation.
Perturbation, publié en langue originale sous le titre Verstörung, est un roman de l'écrivain autrichien Thomas Bernhard paru en 1967. Avec ce troisième texte publié, Bernhard consolide sa notoriété en Autriche et en Allemagne et commence à être traduit à l'étranger. 

## Résumé
Le roman est structuré en deux parties. Il est situé dans une région des Alpes autrichiennes, à une époque contemporaine de sa parution.
Le narrateur, un jeune homme de 21 ans, accompagne son père médecin dans sa tournée quotidienne. L'effroyable galerie de portraits déchirés qu'il découvre l'amène à considérer l'humain comme en proie a une « perturbation » (Verstörung) intrinsèque, le plongeant inexorablement dans les ténèbres. La seconde partie est un monologue d'un patient particulier de son père, le prince Saurau, un aristocrate illuminé vivant dans un château inquiétant. Le personnage de Saurau est une figure classique de l'œuvre de Bernhard, l'Autrichien mûr, cultivé, exprimant avec une remarquable férocité son aversion pour son pays et ses contemporains.
« Les maladies sont le plus court chemin de l'homme pour arriver à soi », écrit Thomas Bernhard. C'est ce dont parle Perturbation : « la maladie qui ronge les corps et les âmes, et qui gangrène le corps social. »

### Citation
« Toujours l'on pouvait conclure, au vu des catastrophes qui survenaient ultérieurement dans la vie d'un homme, à des meurtrissures du corps et de l'âme subies antérieurement, le plus souvent à l'âge le plus tendre. Mais la médecine d'aujourd'hui était loin de tenir suffisamment compte de ces données. »

## Réception
Peter Handke, alors jeune romancier, fait du livre une critique élogieuse dans Die Zeit. Il y dit sa fascination pour le monologue du prince Saurau,,. Le  réalisateur Michel Haneke, âgé d'une vingtaine d'années et exerçant comme critique en parallèle de ses études, écrira également sur le livre à sa parution, commentant notamment la citation de Pascal placée en exergue du roman.
Le roman reçoit le prix du Cercle culturel de la Fédération de l'industrie allemande.

## Éditions françaises
Ce roman a été édité en français par Gallimard en 1971 dans la collection Du monde entier puis en 1989 dans la collection L'imaginaire  (ISBN 2070709078).

## Adaptation
Le roman est adapté au théâtre  en 2013 dans une mise en scène de Krystian Lupa au Théâtre national de la Colline.

« Au terme de ce voyage au cœur des ténèbres humaines – que Lupa met en scène exactement ainsi, filmant les deux hommes s'enfonçant toujours plus profondément dans la campagne autrichienne, à l'image des héros du roman de Joseph Conrad dans la jungle africaine –, le médecin et son fils arrivent au nid d'aigle du prince Saurau. Assailli par l'absurdité du monde, par la misère humaine, le prince affronte et amplifie cette folie contaminatrice par un flot de paroles. »